# 선형 시불변 시스템
선형 시불변 시스템(LTI Linear Time Invariable System)이란 선형성(Linearity)과 시불변성(Time invariant)을 모두 가진 시스템이다. 선형 시스템은 입력과 출력이 선형성을 만족시키는 시스템을 말한다. 시불변 시스템은 입력에서 시간의 지연 또는 선행이 있을 때, 출력에도 같은 시간지연이 있는 시스템을 의미한다.

## 같이 보기
- 순환 행렬
- 주파수 응답
- 그린 함수